# Gheorghe Paladi
Gheorghe Paladi (* 9. Mai 1929 in Chișinău; † 13. Mai 2025) war ein moldauischer Arzt und Professor, spezialisiert auf Gynäkologie und Geburtshilfe. Er war der Autor des ersten Handbuches über Geburtshilfe in rumänischer Sprache in der Republik Moldau. Gheorge Paladi war ordentliches Mitglied der Wissenschaftsakademie der Republik Moldau sowie Ehrenmitglied der Rumänischen Akademie und praktizierte im Krankenhaus Nr. 1 in der moldauischen Hauptstadt Chișinău.

## Monografien und Handbücher
- Некоторые особенности гомеостаза матери и плода, Chișinău, 1980
- Патогенез, клиника и лечение миомы матки, Chișinău, 1982
- Консервативная терапия больных миомой матки, Chișinău, 1986
- Obstetrica, Chișinău, 1993
- Ginecologie, Chișinău, 1997
- Эпидемиологические аспекты гинекологических заболеваний в Молдавской ССР, Chișinău, 1998
- Ginecologie endocrinologică, Chișinău, 1999
- Sarcina și bolile asociate, Chișinău, 2003
- Familia: Probleme sociale, demografice și psihologice, Chișinău, 2005